# Vidya Sinha
Vidya Sinha, née le 15 novembre 1947 à Mumbai où elle est morte le 15 août 2019, est une actrice indienne, principalement connus pour Rajnigandha (1974), Chhoti Si Baat (1975) et Pati Patni Aur Woh (1978). 
Elle a commencé sa carrière en tant que mannequin et a remporté le titre de Miss Bombay. Son premier film est Raja Kaka (1974) aux côtés de Kiran Kumar. Cependant, Rajnigandha (1974), dirigé par son mentor Basu Chatterjee, a véritablement lancé sa carrière. Elle a joué dans plusieurs films ensuite, avant de mettre sa carrière entre parenthèses. Après être revenue devant la caméra, elle a joué dans plusieurs séries télévisées.

## Biographie

### Jeunesse
Vidya Sinha est née le 15 novembre 1947 à Mumbai. Son père Pratap A. Rana (nom d'artiste), aussi connu sous le nom de Rana Pratap Singh, était un producteur de film indien, gendre du réalisateur Mohan Sinha.

### Carrière

#### Films
À l'âge de 18 ans, elle a participé à un concours de beauté où elle a été couronnée Miss Bombay. Après cela, elle a commencé à poser pour plusieurs marques populaires et a été découverte par Basu Chatterjee,. Son premier film est Raja Kaka (1974) aux côtés de Kiran Kumar. Rajnigandha (1974), dirigé par Chatterjee, l'a fait connaitre du grand public. Le film, qui n’a rien de comparable à un blockbuster typique, connaît un succès majeur au box-office. Un autre succès, Choti Si Baat (1975), a ouvert la voie à des productions traditionnelles avec un budget plus important : Karm (1977) avec Rajesh Khanna et Shabana Azmi, Mukti (1977) avec Sanjeev Kumar et Shashi Kapoor, Inkaar (1977) avec Vinod Khanna, Pati Patni Aur Woh (1978) avec Sanjeev Kumar et Ranjeeta Kaur, Kitaab de Gulzar (1977) et Meera (1979). Vidya a joué dans 30 films sur une période de 10 ans. Dans le Raj Sippy réalisé par Josh (1981), elle a joué son seul rôle de vilain ; celui d'un gangster volant des pièces de monnaie aux mendiants. La même année, elle joue le rôle de la mère de Kumar Gaurav dans le film romantique Love Story, aux côtés de Rajendra Kumar et Danny.
Après quelques années en Australie, Vidya est retournée en Inde et a commencé à jouer dans des séries télévisées. Le film Bodyguard (2011) de Salman Khan, son premier film après 25 ans, fut également son dernier film.

#### Télévision
Vidya Sinha a joué dans des séries télévisées telles que Bahu Rani (2000), Hum Do Hain Na, Bhabhi et Kkavyanjali (2004). En 2011, elle est apparue dans le feuilleton Haar Jeet sur la chaîne Imagine NDTV. Elle a interprété le rôle de la grand-mère d'Asad et d'Ayaan, Badi Bi, dans la série Zee, Qubool Hai. Elle était aussi la grand-mère de Neha dans Itti Si Khushi. et en tant que grand-mère de Kulfi dans Kullfi Kumarr Bajewala .

### Vie privée
Sinha a épousé son voisin, un brahmane tamoul, Venkateshwaran Iyer, en 1968, et a adopté une fille, Jhanvi, en 1989. Les années suivantes ont été consacrées à prendre soin de Jhanvi et de son mari malade, qui est finalement décédé en 1996. Elle a ensuite déménagé à Sydney, a rencontré en 2001 le médecin australien Netaji Bhimrao Salunke, et l'a épousé au temple. Le 9 janvier 2009, elle a déposé une plainte auprès de la police accusant Salunkhe de torture physique et mentale. Ils ont divorcé peu de temps après, et après une longue bataille juridique, elle a eu gain de cause contre lui pour obtenir des soins.

### Mort
Le 15 août 2019, Sinha est décédée dans un hôpital de Mumbai d'une insuffisance respiratoire causée par une maladie cardiaque et pulmonaire. Elle avait été admise à l'hôpital le 11 août pour des problèmes respiratoires et avait ensuite été mise sous ventilation.